# Sanma no aji
Sanma no aji (秋刀魚の味, El gust del sanma) és una pel·lícula dramàtica japonesa de 1962 dirigida per Yasujirō Ozu per a Shochiku Films. És protagonitzada per Chishū Ryū, actor habitual d'Ozu, com el patriarca de la família Hirayama que finalment s'adona que té el deure d'organitzar un matrimoni per a la seva filla Michiko (Shima Iwashita). Va ser l'última pel·lícula d'Ozu; va morir l'any següent el dia que feia 60 anys.
Avui dia, Sanma no aji és considerada per molts com una de les millors obres d'Ozu.

## Argument
Tòquio, 1962. Shūhei Hirayama (Chishū Ryū) és un vidu envellit amb un fill casat de 32 anys, Kōichi (Keiji Sada), i dos fills solters, la filla Michiko de 24 anys (Shima Iwashita) i el fill Kazuo de 21 anys (Shin'ichirō Mikami). Les edats dels nens i el que recorden respectivament de la seva mare suggereixen que va morir just abans de la fi de la guerra, potser en el bombardeig de Tòquio el 1944–45. Des que es va casar, en Kōichi s'ha traslladat a viure amb la seva dona en un petit pis, deixant que Hirayama i Kazuo siguin cuidats per Michiko.
Hirayama i cinc dels seus companys de secundària, Kawai (Nobuo Nakamura), Horie (Ryūji Kita), Sugai (Tsūzai Sugawara), Watanabe (Masao Oda) i Nakanishi, celebren reunions regulars en un restaurant anomenat Wakamatsu ("Pi jove"), que és propietat de Sugai. Recorden els vells temps i bromegen entre ells. Per exemple, es burlen de Horie per tenir una nova dona jove i li pregunten si està prenent pastilles per mantenir la seva virilitat.
El seu antic professor de clàssics xinesos, Sakuma (Eijirō Tōno), sobrenomenat Hyōtan ("la carbassa"), assisteix a una de les reunions. Per una observació seva ens assabentem que Hirayama va anar de l'escola a l'Acadèmia Naval Imperial Japonesa, per la qual cosa hauria estat un oficial naval de carrera fins al 1945. En Sakuma té massa per beure, i quan Kawai i Hirayama se'l porten a casa, descobreixen que ha caigut en moments difícils i té un restaurant de fideus barats en una zona de classe treballadora. Coneixen la seva filla de mitjana edat Tomoko (Haruko Sugimura), que va perdre l'oportunitat de casar-se quan era jove i ara és massa gran.
Els antics alumnes de Sakuma decideixen ajudar-lo amb un regal de diners, i Hirayama torna al restaurant per lliurar-los. Mentre ell és allà, Yoshitarō Sakamoto (Daisuke Katō), el propietari d'una petita botiga local de reparació de cotxes, ve a buscar un bol de fideus i reconeix a Hirayama com el capità del vaixell en què va servir com a suboficial durant la guerra. Porta Hirayama al seu bar preferit. Hirayama s'adona que la propietària del bar Kaoru (Kyōko Kishida) s'assembla a la seva dona morta. Kaoru enregistra la cançó patriòtica Marxa de vaixells de guerra i Sakamoto marxa amunt i avall, sostenint una salutació i cantant síl·labes sense sentit al ritme de la música, en una versió burlona d'un simulacre militar. Més tard, Hirayama visita el bar sol i Kaoru torna a posar el disc. Dos clients borratxos comencen a parodiar la mena d'anuncis de propaganda de ràdio per augmentar la moral que hauria introduït amb aquesta melodia durant la guerra.
En Kōichi demana prestats 50.000 iens al seu pare, aparentment per comprar una nevera, però això és més del que costarà la nevera. Té previst utilitzar els diners addicionals per comprar un joc de pals de golf de segona mà al seu company Miura (Teruo Yoshida). La seva dona Akiko (Mariko Okada) no vol que ho faci, i diu que si es vol complaure així, gastarà els diners en una cara bossa de mà de cuir blanc. Finalment, després d'haver exposat el seu punt, cedeix.
La "Carbassa" diu als seus antics alumnes que la seva filla està condemnada a una vida solitària com a soltera perquè l'ha mantingut egoistament a casa per cuidar-lo. Preocupat per això, Hirayama reconeix el seu propi egoisme en mantenir la Michiko a casa per cuidar-lo, i decideix organitzar-li un matrimoni. Li demana a en Kōichi que esbrini si Miura, a qui li agrada en Michiko, està interessat. Malauradament, Miura ja està compromès. Kōichi i Hirayama donen la notícia a Michiko. La Michiko no reacciona però es retira a la seva habitació. Hirayama i Kōichi conclouen que ella no està molesta, però una mica més tard entra Kazuo i li pregunta per què en Michiko plora. Més tard, Hirayama li pregunta a la Michiko si està disposada a anar a una sessió de petició de mà amb un candidat que Kawai hagi seleccionat. Michiko està d'acord.
En una de les el·lipses per les quals és famós Ozu, la pel·lícula a continuació ens mostra la Michiko vestida amb un quimono de núvia tradicional i un tocat. Clarament ha acceptat casar-se, però el nuvi i la cerimònia del casament no es mostren mai. Després del casament, Hirayama va a un bar amb els amics mentre Kōichi, Akiko i Kazuo l'esperen a casa. Quan torna borratxo, Kōichi i Akiko marxen. Kazuo se'n va al llit, deixant a Hirayama sol.
A l'escena final, un Hirayama malenconiós, borratxo, canta fragments de la Marxa dels vaixells de guerra. Les seves últimes paraules a la pel·lícula són "sol, eh?".

## Repartiment
- Chishū Ryū com a Shūhei Hirayama
- Shima Iwashita com a Michiko Hirayama
- Keiji Sada com a Kōichi Hirayama
- Mariko Okada com Akiko Hirayama
- Teruo Yoshida com a Yutaka Miura
- Noriko Maki com a Fusako Taguchi
- Shin'ichirō Mikami com Kazuo Hirayama
- Nobuo Nakamura com a Shūzō Kawai
- Kuniko Miyake com a Nobuko Kawai, la seva dona
- Eijirō Tōno com a Seitarō Sakuma, "La carbassa"
- Haruko Sugimura com a Tomoko Sakuma, la seva filla
- Kyōko Kishida com a propietari del bar "Kaoru"
- Ryūji Kita com a Shin Horie
- Michiyo Kan com a Tamako, la seva segona dona
- Daisuke Katō com a Yoshitarō Sakamoto
- Tsūzai Sugawara com a Sugai
- Masao Oda com a Watanabe
- Toyo Takahashi com a cambrera a "Wakamatsu"
- Shinobu Asaji com a Yōko Sasaki, la secretària de Shūhei
- Matsuko Shiga com a Dona a l'apartament de Kōichi i Akiko
- Fujio Suga com a primer client borratxo a "Kaoru"
- Zen'ichi Inagawa com a segon client borratxo a "Kaoru"

## Producció
Va ser rodada amb Agfacolor, i els crèdits de la pel·lícula es col·loquen davant d'un substrat de frondes pintades en lloc de la roba de sac usada a totes les pel·lícules d'Ozu des de Ukikusa monogatari el 1934.
El títol japonès, "El sabor de Sanma", es refereix al sanma o el peix sauri del Pacífic. Com a menjar de temporada, sanma s'utilitza a la cultura japonesa per representar la tardor. Ozu va triar aquesta com a representativa dels canvis que es van produir al Japó.

## Estrena

### Recepció
Sanma mo aji és àmpliament considerada com una obra mestra. El crític de cinema Roger Ebert va col·locar la pel·lícula a la seva col·lecció "Grans pel·lícules" i va escriure: "De tant en tant torno a Ozu sentint la necessitat de ser calmat. "És un home amb una profunda comprensió de la naturalesa humana, sobre la qual no fa declaracions dramàtiques. Estem aquí, esperem ser feliços, volem fer-ho bé, estem tancats en la nostra soledat, la vida continua."
A Rotten Tomatoes, la pel·lícula té una valoració del 95% basada en 22 ressenyes, amb una valoració mitjana de 8,8/10.

### Mitjans domèstics
La Criterion Collection va llançar la pel·lícula als EUA en DVD el 2008, i en Blu-ray el 2014.
El 2011, el BFI va llançar una edició de format dual de la Regió 2 (Blu-ray + DVD). Amb aquesta versió s'inclou una presentació de definició estàndard de Kaze no naka no mendori.
Es va mostrar com a part de la secció de Cannes Classics del 66è Festival Internacional de Cinema de Canes.